# Micrococcus antarcticus
Micrococcus antarcticus (лат.) — вид грамположительных холодоадаптированных аэробных сферических бактерий с достаточно низкой основной температурой роста. Были обнаружены на китайской антарктической станции «Великая стена». Колонии жёлтые, слизистые и пушистые. Оптимальная температура роста +15…+17 °С. Сопоставление последовательностей 16S рРНК указало на то, что это член рода Micrococcus. Фенотипическая определенность вида в отношении штаммов Micrococcus luteus и Micrococcus lylae была подтверждена 40-процентным сходством ДНК. Точно определено, что основной диаминовой кислотой пептидогликана клеточной стенки является лизин. Содержание ГЦ в ДНК составляет характерные для Micrococcus 66,4 %.
Micrococcus antarcticus — единственный психрофил из своего рода. Может развиваться при температуре 0…+8 °С, а при благоприятных условиях — ниже 0 °С.